# Franconia
Franconia és una concentració de població designada pel cens dels Estats Units a l'estat de Virgínia. Segons el cens del 2000 tenia 31.907 habitants.

## Demografia
Segons el cens del 2000, Franconia tenia 31.907 habitants, 13.284 habitatges, i 8.182 famílies. La densitat de població era de 1.723 habitants per km².
Dels 13.284 habitatges en un 29,6% hi vivien nens de menys de 18 anys, en un 50,4% hi vivien parelles casades, en un 8,5% dones solteres, i en un 38,4% no eren unitats familiars. En el 28,5% dels habitatges hi vivien persones soles el 2,5% de les quals corresponia a persones de 65 anys o més que vivien soles. El nombre mitjà de persones vivint en cada habitatge era de 2,4 i el nombre mitjà de persones que vivien en cada família era de 3,01.
Per edats la població es repartia de la següent manera: un 21,9% tenia menys de 18 anys, un 6,2% entre 18 i 24, un 43,4% entre 25 i 44, un 23,8% de 45 a 60 i un 4,7% 65 anys o més.
L'edat mediana era de 35 anys. Per cada 100 dones de 18 o més anys hi havia 88,8 homes.
La renda mediana per habitatge era de 78.946 $ i la renda mediana per família de 87.485 $. Els homes tenien una renda mediana de 56.890 $ mentre que les dones 46.138 $. La renda per capita de la població era de 37.134 $. Entorn de l'1,8% de les famílies i el 2,8% de la població estaven per davall del llindar de pobresa.

## Poblacions properes
El següent diagrama mostra les poblacions més properes.